# 馬蒂區
馬蒂區是阿爾巴尼亞的36个旧区之一，这些区份在2000年7月全部撤销，并由新成立的12个州份取代。该区面积为1,028平方公里，人口数量为61,906人（2001年）。该区的名字来源于流经该区的馬蒂河。区府为布雷尔镇。该区的范围为现今第巴爾州的马蒂和克洛斯两市镇。